# André Maréchal
André Maréchal (* 10. Dezember 1916 in La Garenne-Colombes; † 14. Oktober 2007) war ein französischer Physiker und Spezialist für Optik. Er war Direktor des Institut d’Optique.
Maréchal studierte an der École normale supérieure mit dem Abschluss 1941 und danach an der SupOptique (École supérieure d’optique) mit dem Abschluss 1943. Er wurde 1948 an der Sorbonne promoviert, wobei er die kombinierten Effekte von Abbildungsfehlern und Beugung in der Optik untersuchte und das später nach ihm benannte Maréchal-Kriterium ableitete. 1950 wurde er Maître des conférences und 1955 Professor an der Sorbonne. 1960 bis 1967 war er Délégué général à la recherche scientifique et technique. 1968 bis 1983 war er der dritte Direktor des Institut d’Optique.
Er befasste sich mit geometrischer Optik einschließlich Berechnungsverfahren mit dem Computer, Kohärenz, Beugung, Bilderzeugung und Bildbearbeitung, Fourier-Optik. Die Entwicklung neuer Berechnungsalgorithmen zur Optimierung optischer Systeme führte zur Gründung der Firma CERCO, die er beriet.
1965 erhielt er die Young-Medaille, 1989 die Goldmedaille der SPIE und 1977 die C. E. K. Mees Medal. Er war seit 1986 Ehrenmitglied der Optical Society of America. 1962 bis 1966 war er Präsident der International Commision for Optics (ICO) und 1948 einer ihrer Gründungsdelegierten. Er war seit 1981 Mitglied der Académie des sciences und der französischen Akademie für Technologie. Ab 1995 war er Mitglied der Academia Europaea. Er war Offizier der Ehrenlegion und Kommandeur des Ordre National du Merité.

## Schriften
- Étude des effets combinés de la diffraction et des aberrations géométriques, 1948
- Imagerie géometrique, aberrations, 1950
- mit Maurice Françon: Diffraction, structure des images, influence des aberrations, 1960
- mit Maurice Françon: Diffraction, structure des images, influence de la cohérence de la lumière, Paris: Masson 1970
- Optique géométrique générale, in Siegfried Flügge: Handbuch der Physik, Band 24, 1956
- mit E. D. Hugues, P. Givaudon: Méthode de calcul des systèmes optiques, Handbuch der Physik, Band 29, 1967